# One Thousand Voices
One Thousand Voices is een single van de coaches  van het Nederlandse televisieprogramma The voice of Holland. De single is op 16 september 2011 uitgebracht. De single is geschreven door Tjeerd Oosterhuis, Klaus Derendorf, Hiten Bharadia en Alfred Tuohey en is geproduceerd door Tjeerd Oosterhuis.
De single bereikte de hoogste positie van de Nederlandse Top 40 na twee weken, en kwam ook op nummer één in de Single Top 100. Ook bereikte de single de hoogste positie in de 3FM Mega Top 50, de iTunes Top 30 en de Download top 50. De single stond bij alle 5 lijsten 1 week bovenaan.
Het eerste optreden van "One Thousand Voices" was te zien in de eerste aflevering van het tweede seizoen van The voice of Holland. De single is gezongen door de coaches: Angela Groothuizen, Marco Borsato, VanVelzen en Nick & Simon. "One Thousand Voices" kan worden gezien als de titelsong van het tweede seizoen van The voice of Holland.

## Hitnoteringen

### Nederlandse Top 40
| Hitnotering: 01-10-2011 t/m 19-11-2011 | Hitnotering: 01-10-2011 t/m 19-11-2011 | Hitnotering: 01-10-2011 t/m 19-11-2011 | Hitnotering: 01-10-2011 t/m 19-11-2011 | Hitnotering: 01-10-2011 t/m 19-11-2011 | Hitnotering: 01-10-2011 t/m 19-11-2011 | Hitnotering: 01-10-2011 t/m 19-11-2011 | Hitnotering: 01-10-2011 t/m 19-11-2011 | Hitnotering: 01-10-2011 t/m 19-11-2011 | Hitnotering: 01-10-2011 t/m 19-11-2011 |
| Week:                                  | 1                                      | 2                                      | 3                                      | 4                                      | 5                                      | 6                                      | 7                                      | 8                                      |                                        |
| -------------------------------------- | -------------------------------------- | -------------------------------------- | -------------------------------------- | -------------------------------------- | -------------------------------------- | -------------------------------------- | -------------------------------------- | -------------------------------------- | -------------------------------------- |
| Positie:                               | 21                                     | 1                                      | 7                                      | 9                                      | 14                                     | 16                                     | 29                                     | 35                                     | uit                                    |

### NederlandseSingle Top 100
| Hitnotering: 24-09-2011 t/m 26-11-2011 | Hitnotering: 24-09-2011 t/m 26-11-2011 | Hitnotering: 24-09-2011 t/m 26-11-2011 | Hitnotering: 24-09-2011 t/m 26-11-2011 | Hitnotering: 24-09-2011 t/m 26-11-2011 | Hitnotering: 24-09-2011 t/m 26-11-2011 | Hitnotering: 24-09-2011 t/m 26-11-2011 | Hitnotering: 24-09-2011 t/m 26-11-2011 | Hitnotering: 24-09-2011 t/m 26-11-2011 | Hitnotering: 24-09-2011 t/m 26-11-2011 | Hitnotering: 24-09-2011 t/m 26-11-2011 | Hitnotering: 24-09-2011 t/m 26-11-2011 |
| Week:                                  | 1                                      | 2                                      | 3                                      | 4                                      | 5                                      | 6                                      | 7                                      | 8                                      | 9                                      | 10                                     |                                        |
| -------------------------------------- | -------------------------------------- | -------------------------------------- | -------------------------------------- | -------------------------------------- | -------------------------------------- | -------------------------------------- | -------------------------------------- | -------------------------------------- | -------------------------------------- | -------------------------------------- | -------------------------------------- |
| Positie:                               | 11                                     | 1                                      | 9                                      | 16                                     | 27                                     | 45                                     | 51                                     | 67                                     | 86                                     | 98                                     | uit                                    |